# Kenzō Takada
Kenzō Takada (高田 賢三, Takada Kenzō), né le 27 février 1939 à Himeji (Japon) et mort le 4 octobre 2020 à Neuilly-sur-Seine (France), est un styliste japonais ayant fait carrière en France. Il est le fondateur de la marque de vêtements, d'accessoires et de parfums Kenzo.

## Biographie

### Jeunesse
Cinquième d'une famille de sept enfants, Kenzō Takada naît le 27 février 1939 à Himeji au Japon. Son enfance se déroule dans le village de Hyago, près du château médiéval de Himeji. Son père y possède une machiya, maison de thé. Kenzō Takada se passionne très tôt pour la mode, notamment à travers les magazines de ses sœurs. Il est étudiant à l'université de Kobe, mais il s'y ennuie considérablement. Contre l'avis familial, il quitte alors l'université pour rejoindre une école de mode, le Bunka Fashion College (en) de Tokyo, qui vient d'ouvrir ses portes à la gent masculine.

### Débuts parisiens
Une fois son diplôme acquis, Kenzō Takada arrive, après un mois de bateau, à Marseille puis en train à Paris en janvier 1965, non sans quelques difficultés d'adaptation. Il déambule à Paris, prenant des photos des Parisiennes. Il lui faut alors se faire une place dans le milieu de la mode. Il est embauché chez Pisanti, marque de prêt-à-porter féminin. Il commence à assister à des défilés, à se faire des contacts dans le milieu et parvient à vendre quelques croquis à Louis Féraud et à Jacques Delahaye. Il obtient un stage de styliste chez Renoma, marque de prêt-à-porter en vogue à l'époque.

### Premiers défilés
Ce n'est qu'en 1970 que Kenzō Takada présente son premier défilé dans sa première boutique baptisée JAP, dans la galerie Vivienne. En 1971, il ouvre une seconde boutique JAP, à Saint Tropez (Var). En 1972, il ouvre une nouvelle boutique JAP, dans le passage Choiseul (2e arrondissement de Paris) puis en 1973, une boutique JAP au 2 rue du Cherche-Midi à Paris 6e. En Juillet 1976 il s'installe dans l'immeuble de la place des Victoires à Paris 1er, sous le nom de JUNGLE JAP.

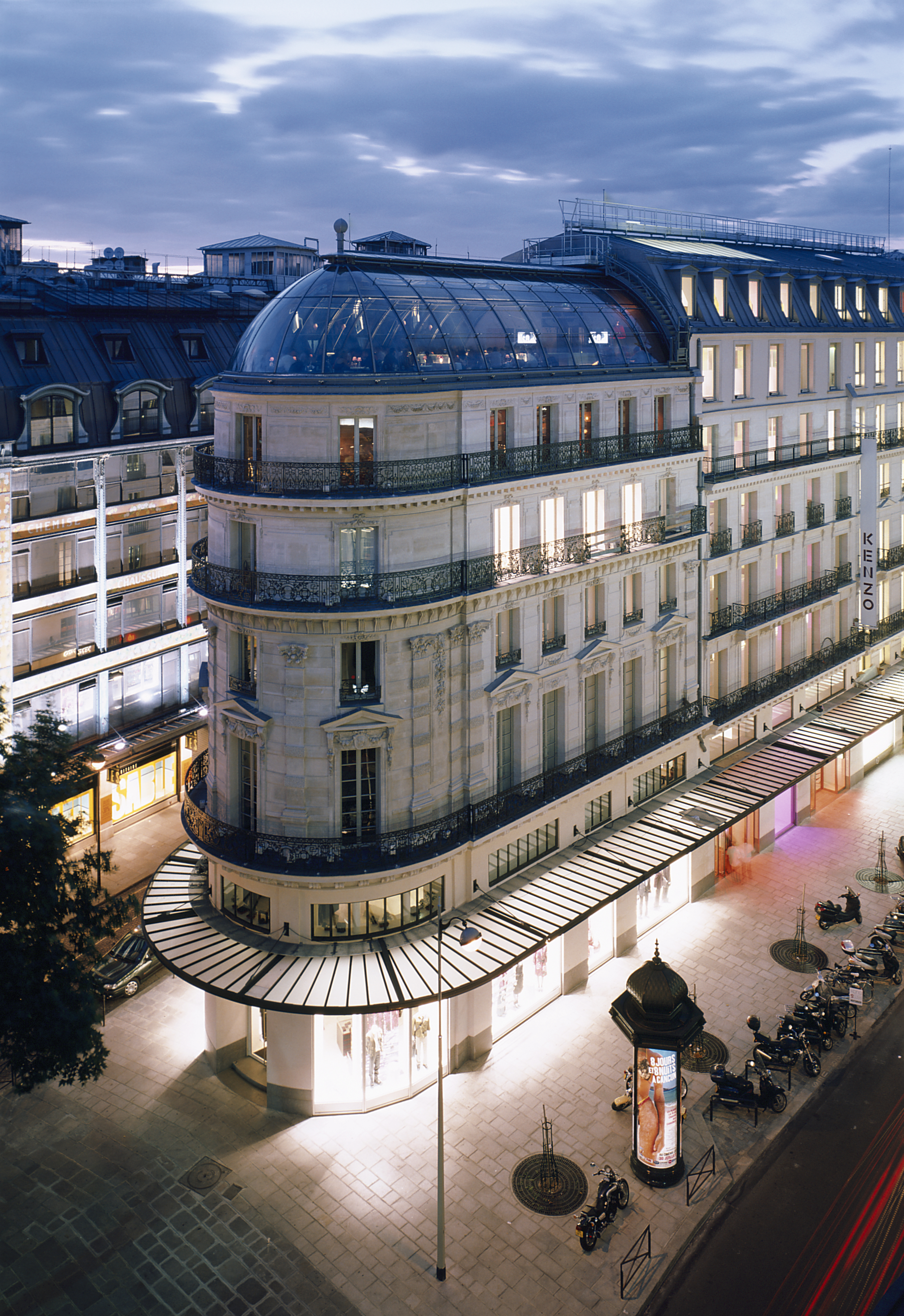
Boutique Kenzo, 1 rue du Pont-Neuf, Paris.

Pour ses premières réalisations, en avril 1970, il utilise des cotonnades japonaises et des coupons achetés au marché Saint-Pierre. Les couleurs et les fleurs de ses collections semblent venir de nulle part et secouent le milieu de la mode parisienne. « J'ai délibérément cherché à créer des formes non structurées, à introduire une ampleur nouvelle, en m'appuyant sur la technique du kimono » explique-t-il. Chandails empruntés aux Slaves en 1973, boubous africains en 1976, robes de maharani en 1978, son inspiration est métissée.

### Diversification
Dès 1977, Kenzō Takada se lance dans la commercialisation de parfums avec King Kong, qui ne connaît pas le succès espéré, malgré des passages publicitaires remarqués en salles de cinéma, et ce premier parfum est donc vite abandonné. Ce n'est qu'en 1988, que sort Kenzo de Kenzo, puis d'autres jus encore, les années suivantes, Parfum d'été, Le monde est beau, L'eau de Kenzo, Kenzo Homme, Kashaya, Jungle, etc.
En 1993, il vend la marque Kenzo au groupe LVMH de Bernard Arnault. Toutefois, il demeure propriétaire des droits sur nom complet : Kenzo Takada.
De 1980 à 1990, il est le compagnon de l'architecte Xavier de Castella de Delley.
En janvier 2020, il lance la marque K3, consacrée à la maison.

### Mort
Le 4 octobre 2020, Kenzō Takada meurt des suites de la Covid-19 à l'hôpital américain de Paris, à l'âge de 81 ans,. Sa mort se produit pendant la semaine de la mode parisienne.
Il est inhumé le 9 octobre dans le caveau de Fabrice Emaer, fondateur de la célèbre boite de nuit « le Palace » rue Montmartre, dans la 95e division du cimetière du Père Lachaise à Paris. Sa dépouille est transférée en septembre 2022 dans le cimetière d'Himeji, sa ville natale.

## Décorations
- Chevalier de l'ordre des Arts et des Lettres
- Chevalier de la Légion d'honneur (31 décembre 2015[14])

## Préfaces
- Préface de Souvenirs du Japon en couleurs, Éditions Chêne, 2008.
- Préface de Look at me Tokyo d'Antoine Kruk, Éditions Eyrolles, 2009.

#### Ouvrages
- Ginette Sainderichin, Kenzo, Éditions du May, 1989.
- Ginette Sainderichin, Kenzo, Éditions Assouline, 1999.
- (en) Alicia Drake, The Beautiful Fall: Fashion, Genius and Glorious Excess in 1970s Paris, Bloomsbury Publishing, 2012 (lire en ligne), p. 121-122.
- Kazuko Masui, Kenzo Takada, éditions du Chêne, 2018.

#### Articles de presse
- Françoise Chirot, « Perspectives Luxe. Le modèle Kenzo. », Le Monde,‎ 26 janvier 1993 (lire en ligne).
- Anne-Laure Quilleriet, « Kenzo sans Kenzo. », Le Monde,‎ 12 septembre 1999 (lire en ligne).
- Anne Boulay, « Kenzo Takada, 60 ans, quitte le monde de la mode et ses fleurs pour se concocter une existence sans soucis. Au Japonais absent. », Libération,‎ 9 décembre 1999 (lire en ligne).
- Mylène Sultan, « Dans les murs de... Kenzo. », L'Express,‎ 5 février 2007 (lire en ligne).
- Laurence Neuer, « Marque patronymique : comment garder le contrôle ? », Les Échos,‎ 27 novembre 2013 (lire en ligne).